# Station Bicester North
Bicester North is een spoorwegstation van National Rail in Bicester, Cherwell in Engeland. Het station is geopend op 1 juli 1910 en is eigendom van Network Rail, het wordt beheerd door Chiltern Railways. 